# El ciego (telenovela)
El ciego fue una telenovela mexicana producida por José Luis Sorzalejo y Arcadio Gamboa para Telesistema Mexicano (hoy Televisa) en 1969. Contó con una historia original de Mimí Bechelani y fue protagonizada por Julio Alemán.

## Elenco
- Julio Alemán - Julián
- Carlos Márquez - Guillermo
- José Luis Silva - Nacho
- Elsa Cárdenas - Raquel
- Reneé de Pallás - Doña Celia
- Rafael Cabrera - Efrén
- César Castillo - Rodrigo
- Máximo Guiraldes - Cardona
- Pepe Ruiz - Agustín